# جو باستيانيش
جوزيف باستيانيش المعروف باسم جو باستيانيش (بالإنجليزية: Joe Bastianich)‏؛ (مواليد 17 سبتمبر 1968 في نيويورك) مَطْعَميّ أميريكي تشارك مع ليديا باستيانيش ‏ وماريو باتالي، وامتلك 30 مطعم ناجح حول العالم بما فيها مطعم بابو (حاصل على نجمة ميشلان) ، مطعم ديل بوستو في مدينة نيويورك، كارنيفينو في لاس فيغاس، وفي سنة 2010 توسعت شهرة مطاعمه إل أي ومطاعم بيتزاريا أوستريا موزا إلى سنغافورة. مبكرًا في ذات العام، تعاون الثلاثي مع رائد التجزئة الإيطالي أوسكار فارينيتي لإنشاء إيتالي، أكبر سوق للنبيذ وصانعي الطعام  بالعالم في نيويورك، مع مخزن له في شيكاغو.

## الخلفية العائلية وحياته الشخصية
ولد جوزيف باستيانيش فيليتش وليديا باستيانيش، في كوينز سنة 1968. عمل جو في مطعم والديه الإيطالي فيليديا في مانهاتن،  إرتاد جو مدرسة فوردهام التحضيرية قبل أن يرتاد كلية بوسطن، حيث درس وتحصل على ليسانس المالية منها. يعيش باستيانيش في غرينويتش، كونيتيكتمع زوجته دبانا، وأولادهم الثلاثة.

## مطاعم
بعد أن أمضى عامًا في في وول ستريت، أخذ رحلة طويلة إلى إيطاليا. سنة 1993،إفتتح بيكو كمطعم إيطالي تقليدي مع ليديا باستيانيش. ثم تشارك مع ماريو باتالي لافتتاح مطعم وساقية النبيذ الإيطالي بابو، المطعم الإيطالي المرموق المتحصل على ثلاثة نجوم من نيويورك تايمز، المطعم الإيطالي الأول المتحصل على الجائزة في 40 عامًا. بابو تحصل أيضًا على نجمة ميشلان. مع بعضهم إفتتحوا سبعة مطاعم أخرى في نيويورك: لوبا، إيسكا، كازا مونو، بار جامون، أوتو، ديل بوستو، وإيتلي (سوق إيطالي). سنة 2010، تحصل ديل بوستوعلى أربعة نجوم من نيويورك تايمز. وهو وأحد من ستة مطاعم فقط في نيويورك مع هذه المكافئة. توسعت إمبراطورية الطهي خاصته إلى 10 مطاعم في نيويورك، 4 مطاعم في لاس فيغاس، 3 مطاعم في لوس آنجلوس، مطعمين في سنغافورة، سوق إيطالي في شيكاغو، ومطعمين في هونغ كونغ.

## كُتب
شارك باستيانيش  في كتابة كتابين حائزين على جوائز حول النبيذ الإيطالي، ومذكراته , رجل المطعم، أصبحت من أفضل مبيعات  نيويورك تايمز خلال أسبوع من صدورها في مايو 2012.

## تلفزيون
شارك جو في السلسلة الأميريكية ماستر شيف الذي أنتجته فوكس وماستر شيف جونيور ‏. وهو أيضًا شارك كحكم في النسخة الإيطالية من البرنامج. ماستر شيف إيطاليا المعروض على سكاي أونو.
ظهر جو إلى جانب تيم لوف برنامج تلفزيون الواقع  ريستورنت ستارت آب ‏على  سي إن بي سي، والذي كان منتجًا له جانبًا إلى جنب مع شاين أميركا.[بحاجة لمصدر]
باستيانيش ظهر بشكل خاص أيضًا في الفِلم التلفزيوني فتاة أميريكية: تهيّج النجاح كحكم في موسم متخيل  لماسترشيف جونيور.

## جوائز
تحصل باستيانيش على عدد من الجوائز لعمله في مجال الطهي. في عام 2008، مؤسسة جيمس بيرد منحته وماريو باتلي جائزة المطعم المتميز

## روابط خارجية
- الموقع الرسمي
- سيرة ذاتية كم موقع مجموعة باتالي أند باستيانيش للضيافة
- سيرة ذاتية من موقع مطعم بابو
- سيرة ذاتية من موقع كتاب فينو نسخة محفوظة 15 ديسمبر 2010 على موقع واي باك مشين.

### كتب ألفها جو باستيانيش
- 2015. الباستا الصحية: المثيرة، الرفيعة، والطريقة الذكية لأكل طعامك المفضل. كنوبف
- 2014. جوزيبينو.من نيويورك إلى إيطاليا: قصة عودتي للديار. يو تي إي تي
- 2013. رجل المطعم. بلوم
- 2010. النبيذ العظيم: جولة متعصبة لروائع نبيذ إيطاليا في 89. كلاركسون بوتر
- 2005. النبيذ الإيطالي: النبيذ الإقليمي لإيطاليا. كلاركسون بوتر